# Templo de Apolo (Melite)
O Templo de Apolo (em maltês: Tempju t'Apollo) foi um templo romano na cidade de Melite, na atual Mdina, Malta. Era dedicado a Apolo, o deus do sol e da música. O templo foi construído no século II d.C. e tinha vista para um teatro semicircular. As ruínas do templo foram descobertas no século XVIII, e muitos fragmentos arquitetônicos foram dispersos entre coleções particulares ou transformados em novas esculturas. Partes do crepidoma do templo ainda existem, tendo sido redescobertas em 2002.

## História e arquitetura
O Templo de Apolo pode ter sido construído no local de uma antiga estrutura sagrada púnica. Acredita-se que tenha sido construído no século II d.C., e uma inscrição registrando um benfeitor particular pagando pela construção de partes do templo foi descoberta em 1747.
O templo foi construído em mármore e possuía um pórtico tetrastilo com colunas jônicas, erguido sobre um pódio. Dava para um teatro semicircular. A arquitetura do templo foi influenciada pelo estilo cartaginês, pois também se assemelhava ao estilo popular no norte da África romana.
Se ainda estivesse em uso no século IV, o templo teria sido fechado durante a perseguição aos pagãos no final do Império Romano, quando os imperadores cristãos emitiram decretos proibindo todo culto e santuários não cristãos.

## Restos

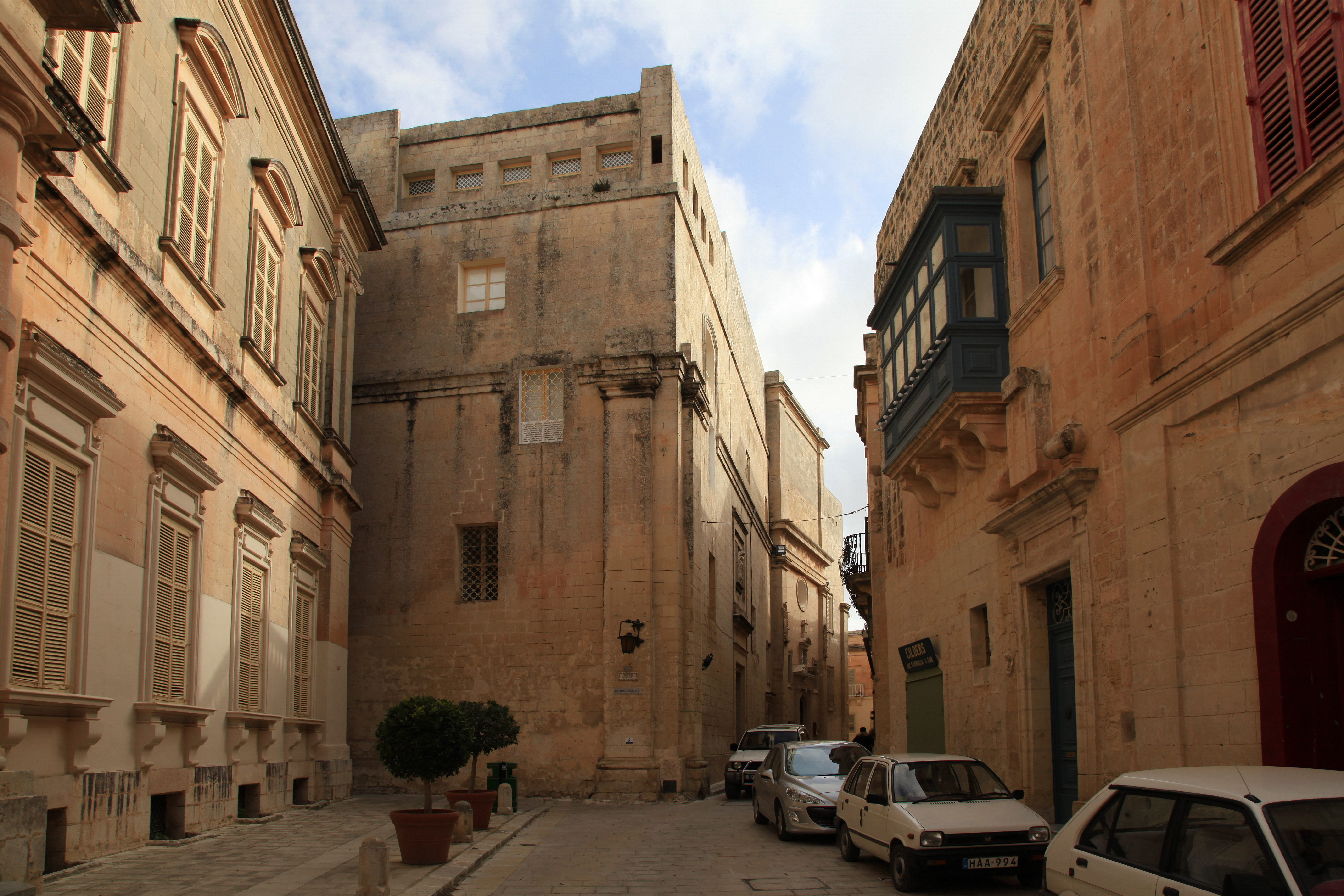
Alguns vestígios do templo ainda sobrevivem sob a Rua Villegaignon

Alguns restos do templo foram descobertos em 1710, e blocos de mármore do templo foram retirados e esculpidos em altares e elementos decorativos para várias casas e igrejas, incluindo a Catedral de São Paulo em Mdina, a Gruta de São Paulo em Rabat e a Igreja Franciscana de Santa Maria de Jesus e a Igreja das Almas Sagradas em Valletta.
Mais ruínas do templo e do teatro próximo foram descobertas perto do Mosteiro de São Pedro, em Mdina, em 1747. Esses restos incluíam pilares de mármore, capitéis, cornijas e blocos, bem como uma inscrição registrando a construção do templo. Outra inscrição registrando a construção de um templo foi encontrada perto do mesmo mosteiro em 1868 e, embora o nome da divindade à qual esse templo foi dedicado tenha sido perdido, é possível que tenha se originado do Templo de Apolo.
Em A hand book, or guide, for strangers visiting Malta, escrito por Thomas MacGill em 1839, é mencionado que "nenhum vestígio [do templo] é visível agora". O arqueólogo Antonio Annetto Caruana, escrevendo em 1882, registrou que alguns dos restos descobertos em 1710 e 1747 estavam em coleções particulares, incluindo a do Sr. Sant Fournier.
Em março de 2002, uma parede que fazia parte do crepidoma do templo foi descoberta durante um projeto de obras públicas na Rua Villegaignon, e posteriormente escavada pela Cooperativa de Serviços Arqueológicos.